# سلطان المغرب (لوحة)
سلطان المغرب هي لوحة زيتية للرسام والمستشرق الفرنسي ديلاكروا وهي معروضة حالياً ضمن مقتنيات متحف أوغسطين.